# Placówka Straży Celnej „Popielniki”

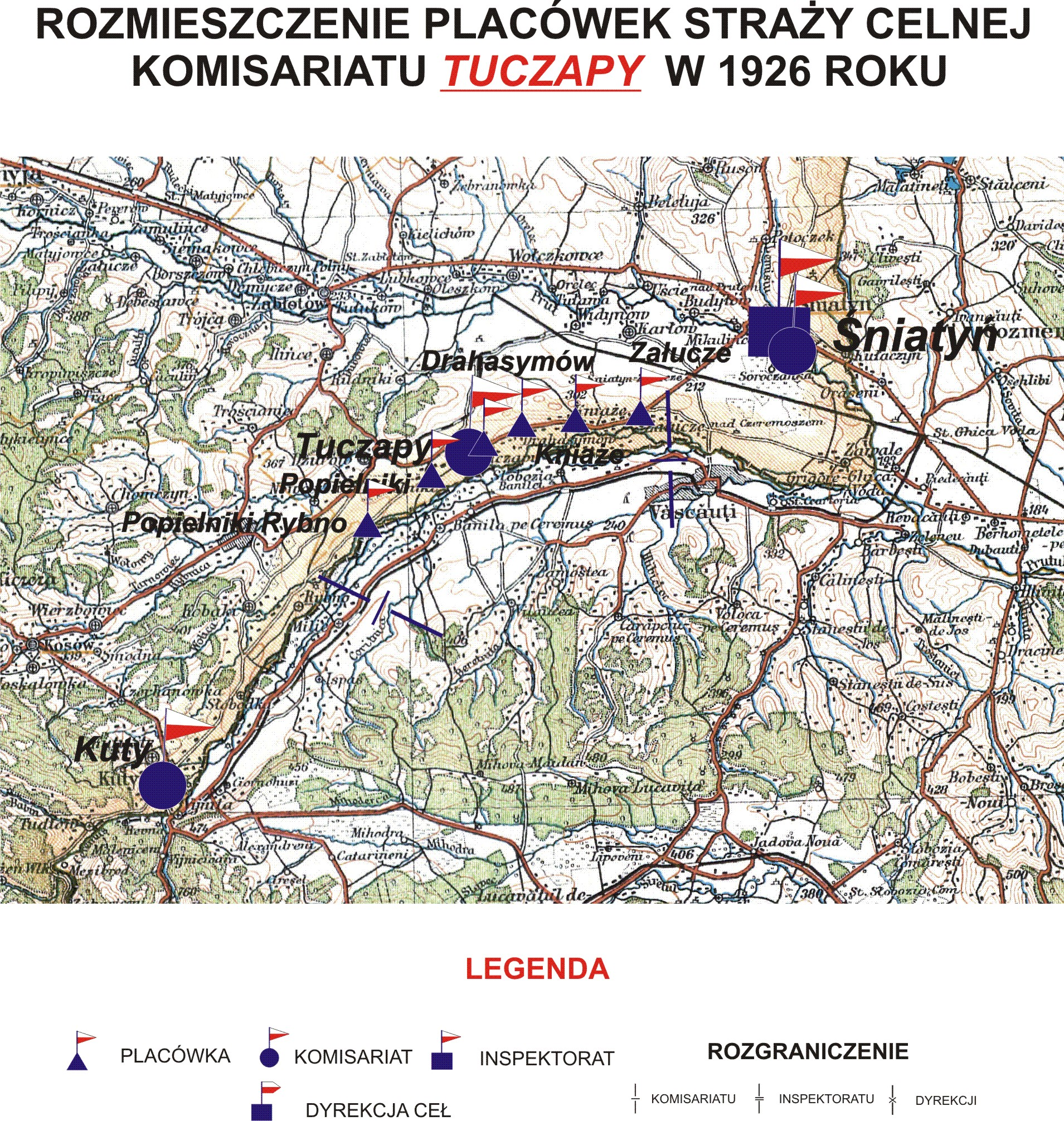
Rozmieszczenie placówek SC komisariatu Tuczapy w 1926 r.

Placówka Straży Celnej „Popielniki” – jednostka organizacyjna Straży Celnej pełniąca w okresie międzywojennym służbę ochronną na granicy polsko-rumuńskiej.

## Formowanie i zmiany organizacyjne
Na wniosek Ministerstwa Skarbu, uchwałą z 10 marca 1920 roku, powołano do życia Straż Celną. Jednostki Straży Celnej rozpoczęły przejmowanie odcinków granicy od pododdziałów Batalionów Celnych. W 1921 roku w Śniatyniu stacjonował sztab 4 kompanii 11 batalionu celnego. Kompania wystawiała między innymi placówkę w Popielnikach. Proces tworzenia Straży Celnej trwał do końca 1922 roku. Placówka Straży Celnej „Popielniki” weszła w podporządkowanie komisariatu Straży Celnej „Tuczapy” z Inspektoratu SC „Śniatyn”.
W drugiej połowie 1927 roku przystąpiono do gruntownej reorganizacji Straży Celnej. W praktyce skutkowało to rozwiązaniem tej formacji granicznej. Ochronę północnej, zachodniej i południowej granicy państwa przejęła powołana z dniem 2 kwietnia 1928 roku Straż Graniczna.
Rozkazem nr 5 z 16 maja 1928 roku w sprawie organizacji Małopolskiego Inspektoratu Okręgowego dowódca Straży Granicznej gen. bryg. Stefan Pasławski powołał komisariat Straży Granicznej „Śniatyn” i określił jego strukturę organizacyjną. Dopiero rozkazem nr 1 z 29 stycznia 1934 roku w sprawach [...] zmian przydziałów, komendant Straży Granicznej płk Jan Jur-Gorzechowski w ramach komisariatu utworzył placówkę I linii „Popielniki”.

## Funkcjonariusze placówki
Kierownicy placówki
| stopień    | imię i nazwisko, numer | okres pełnienia służby | kolejne stanowisko |
| ---------- | ---------------------- | ---------------------- | ------------------ |
| przodownik | Mieczysław Bar (21)    | był w 1926             |                    |

Obsada personalna placówki w 1926:
- przodownik Mieczysław Bar (21)
- starszy strażnik Stanisław Bieniek (291)
- starszy strażnik Jan Wieczorek (285)
- starszy strażnik Jan Podgórski (466)
- strażnik Antoni Dzierla (435)
- strażnik Karol Dębiak (490)
- strażnik Jan Śmigiel (477)
- strażnik Jan Janczyszyn (494)
- strażnik Jan Ciesielski (433)
- strażnik Stanisław Zieliński (1982)
- strażnik Wincenty Freder (439)
- strażnik Stanisław Dudka (534)
- strażnik Edmund Grabowski (2140)
- strażnik Antoni Hajdun (2081)
- strażnik Leon Łęgowski (1074)